# Lancia Astura
La Lancia Astura è un'automobile prodotta dalla casa torinese dal 1931 al 1939. Dal motore dell'ultima serie della Astura derivò il propulsore dell'autoblindo Lince, talvolta indicata come autoblindata Astura.

## Contesto
In casa Lancia, agli inizi degli anni trenta, il modello più recente è rappresentato dalla grossa Dilambda (uscita nel 1929) mentre la Lambda sembra aver concluso il suo ciclo decennale e va quindi sostituita.
La Dilambda era una 8 cilindri a V di 4 litri di cilindrata, mentre la Lambda, che in origine era munita di un motore da 2,1 litri, nelle ultime serie supera la soglia dei 2 litri e mezzo. Fermo restando il ruolo maggiore della Dilambda, si pensa dunque di sostituire la Lambda con due modelli, molto simili tra loro anche se destinati a clientele diverse: da un lato la Artena, una 4 cilindri al di sotto dei 2 litri di cilindrata, dall'altro la Astura, con un 8 a V di soli 2,6 litri. Sostanzialmente, le due nuove creazioni Lancia si distinguono per il motore, ma diverse sono anche le dimensioni del passo (299 cm la piccola Artena, 19 cm in più – onde poter ospitare il più ingombrante motore 8 cilindri - la sorella maggiore).

## Caratteristiche e storia
| Produzione per anno |           |
| Anno                | Esemplari |
| 1931                | 2         |
| 1932                | 798       |
| 1933                | 600       |
| 1934                | 439       |
| 1935                | 438       |
| 1936                | 209       |
| 1937                | 25        |
| 1938                | 284       |
| 1939                | 117       |
| Totale              | 2.912     |

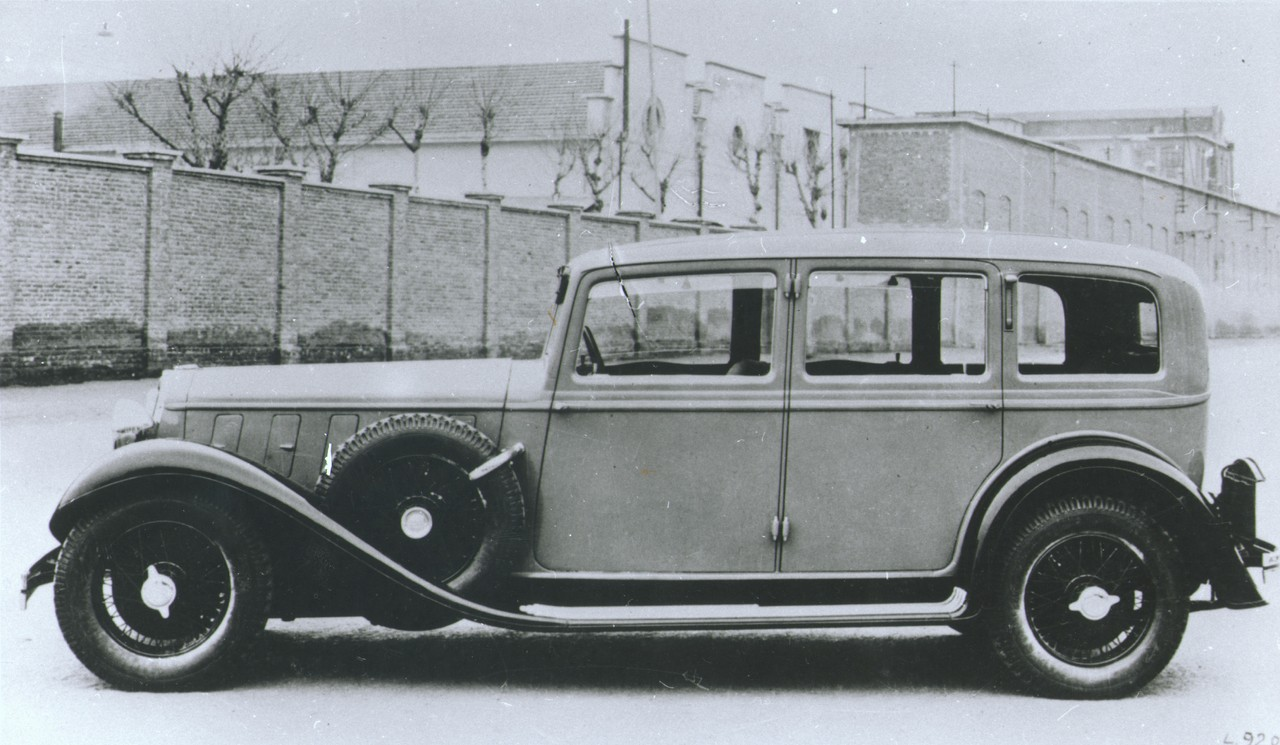
Vettura Lancia Astura 230 I-II serie, 1931-1933 (Archivio e centro storico Fiat, Fondo Lancia).

Per la Astura (non più un nome greco, dunque, ma quello di uno storico castello che si trova nei pressi della città romana di Nettuno) si studia un motore a 8 cilindri a V (apertura 19°), che è sostanzialmente un motore "Dilambda" semplificato e ridotto di cilindrata, che qui è di soli 2606 cmc e raggiunge una potenza massima di 72 HP a 4000 giri. A parte il blocco cilindri in ghisa, la tripla catena di distribuzione e il filtro olio autopulente, la caratteristica del motore più saliente è data dalla testata, che ha una conformazione molto particolare, in due pezzi, con una parte inferiore (in ghisa) contenente le valvole e una parte superiore (in alluminio) con i bilancieri e il relativo alberino (l'asse a camme centrale ruota tra le due testate).
Anche il sistema di raffreddamento del motore (ad acqua) è quello dell'Artena, con controllo termostatico dell'azione parzializzatrice. Anche nell'Astura viene adottato il sistema di lubrificazione centralizzata.
Abbandonata la scocca portante tipica della Lambda, l'Astura (come del resto la sorella minore Artena) dispone di un telaio in cui la struttura di base consta in due sezioni verticali scatolate, un rinforzo a “X”, e longheroni leggermente convergenti anteriormente: due tubi tondi longitudinali, che si dipartono da una traversa di rinforzo, si integrano poi con le estremità dei longheroni.
Misto il sistema di sospensioni adottato: anteriormente troviamo il classico schema Lancia (anche se questa volta privo dei rinforzi obliqui, che sulla Lambda collegavano la cornice del radiatore con i cilindri di sospensione, non più necessari per via della maggiore rigidità conseguita), mentre al retrotreno c'è un normale ponte rigido con le balestre semiellittiche e ammortizzatori (Siata) a frizione.
Alimentata mediante un carburatore Zenith a doppio corpo, l'Astura ha un notevole brio di marcia grazie al buon rapporto peso/potenza dovuto al peso del telaio, che risulta contenuto entro la tonnellata (960 kg): anche la versione berlina pesa appena 1.250 chilogrammi. La velocità massima si colloca attorno ai 125 km orari

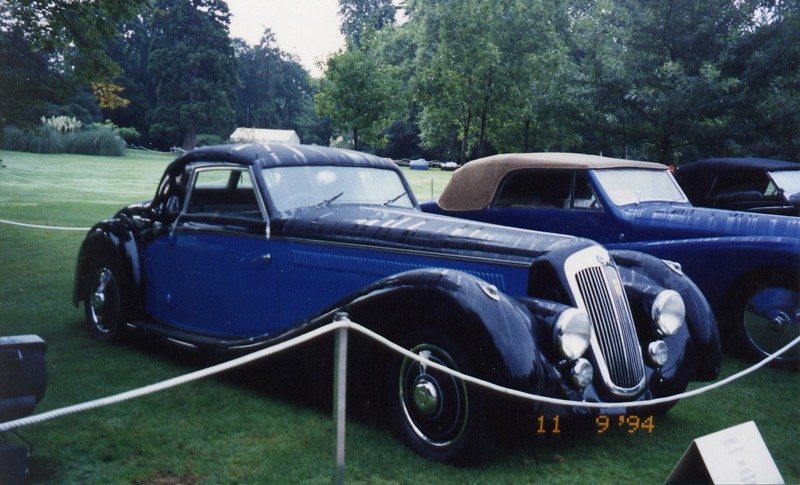
Astura carrozzata Pourtout.

Prodotta con una carrozzeria berlina (a 4 luci e 4-5 posti oppure a 6 luci e 6-7 posti) realizzata dalla casa stessa, l'Astura sarà però la regina delle fuoriserie di quegli anni: quasi tutti i carrozzieri italiani e molti carrozzieri esteri ne realizzeranno edizioni speciali. Tra i nomi più noti: Bertone, Boneschi, Borsani, Brianza, Castagna, Colli, Garavini, Ghia, Stabilimenti Farina, Touring, Viotti e, tra gli stranieri, Weinberger & Buhne, John Charles, Abbott, Kevill Davies & March. Ad esempio la versione cabriolet presentata da Pininfarina nel 1936, a distanza di anni, ha ottenuto la vittoria nel concorso d'eleganza annuale di Pebble Beach nel 2016. Sempre una versione cabriolet, questa volta a cura degli Stabilimenti Farina vinse il Concorso d'eleganza Villa d'Este del 1947, pur non avendo poi un seguito commerciale.
Presentata per la prima volta al Salone dell'automobile di Parigi nell'ottobre del 1931, la Astura subisce, dopo circa un anno, alcune modifiche di dettaglio (seconda serie), poi, nel 1933, con la terza serie, le variazioni si fanno più consistenti: l'autotelaio si sdoppia (vengono resi disponibili due diverse misure di passo) il motore viene incrementato in cilindrata (da 2,6 a 3 litri) e in potenza (una decina di HP in più) e anche l'impianto frenante beneficia di parecchie migliorie.
Altre modifiche di rilievo, in particolare al telaio, si hanno nel 1937 con l'avvento della quarta serie, che di fatto prende il posto della Dilambda (ormai sparita dai listini) e il cui telaio viene spesso utilizzato per ospitare carrozzerie di tipo Ministeriale (Boneschi e Pininfarina gli autori di gran parte di queste carrozzerie, talvolta monumentali).

## La produzione
| Produzione per modello       |           |
| Modello                      | Esemplari |
| 230, prima serie (1931/32)   | 496       |
| 230, seconda serie (1932/33) | 750       |
| 233L, terza serie (1933/36)  | 908       |
| 233C, terza serie (1933/36)  | 335       |
| 241, quarta serie (1937/39)  | 423       |
| Totale                       | 2.912     |

Le Astura costruite complessivamente sono 2.912, delle quali 496 della prima serie (1931/32), 750 della seconda serie (1932/33), 1243 della terza (1933/37) e 423 della quarta (1937/39).

## Le diverse serie

### Prima serie
Periodo di produzione: dalla fine del 1931 all'estate del 1932
L'Astura viene ufficialmente presentata in prima mondiale al Salone dell'automobile di Parigi dell'ottobre 1931.
La produzione incomincia praticamente nel '32 e tutti i 496 esemplari della prima serie vengono ultimati nell'estate dello stesso anno, allorché esce, in sordina, la seconda serie.
Oltre all'autotelaio, sono disponibili (fornite direttamente dalla casa) due versioni di berlina, la “4 luci” (con due finestrini laterali) a 4-5 posti e la “6 luci” (con tre finestrini laterali, di cui due normali e uno più piccolo) a 6-7 posti. Numerazione progressiva delle vetture da 3 a 500, numerazione del telaio da 30-1001 a 30-1496. All'uscita il prezzo in Italia era: telaio Lire 38.000; berlina 4 luci (4-5 posti) Lire 45.000; berlina 6 luci (6-7 posti) Lire 47.000
Ai fini della tassa di circolazione la potenza fiscale era di 20 CV.

### Seconda serie
Periodo di produzione: dall'estate del 1932 all'autunno del 1933.
La seconda serie dell'Astura incomincia dall'estate del 1932; poche le variazioni che contraddistinguono questa serie e che riguardano dettagli del telaio (tra cui l'applicazione di silentbloc alle balestre) e dei freni; vengono anche modificati gli attacchi della carrozzeria al telaio. Invariate le versioni disponibili e i prezzi.
Numerazione progressiva delle vetture da 501 a 1.250, numerazione del telaio da 30-1501 a 30-2250.
Questa seconda serie Astura, viene costruita in 750 esemplari e viene sostituita nella seconda metà del '33 da una nuova serie, la terza, caratterizzata da differenze assai più importanti.
| Caratteristiche tecniche - Lancia Astura prima e seconda serie-tipo 230, autotelaio e vettura berlina | Caratteristiche tecniche - Lancia Astura prima e seconda serie-tipo 230, autotelaio e vettura berlina | Caratteristiche tecniche - Lancia Astura prima e seconda serie-tipo 230, autotelaio e vettura berlina | Caratteristiche tecniche - Lancia Astura prima e seconda serie-tipo 230, autotelaio e vettura berlina | Caratteristiche tecniche - Lancia Astura prima e seconda serie-tipo 230, autotelaio e vettura berlina | Caratteristiche tecniche - Lancia Astura prima e seconda serie-tipo 230, autotelaio e vettura berlina |
| Configurazione | Configurazione | Configurazione | Configurazione | Configurazione | Configurazione |
| --- | --- | --- | --- | --- | --- |
| Carrozzeria: berlina o autotelaio | Carrozzeria: berlina o autotelaio | Posizione motore: anteriore longitudinale | Posizione motore: anteriore longitudinale | Trazione: posteriore | Trazione: posteriore |
| Dimensioni e pesi | | | | | |
| Ingombri (lungh.×largh.×alt. in mm): 4517 × 1642 × ? | Ingombri (lungh.×largh.×alt. in mm): 4517 × 1642 × ? | Ingombri (lungh.×largh.×alt. in mm): 4517 × 1642 × ? | Ingombri (lungh.×largh.×alt. in mm): 4517 × 1642 × ? | Diametro minimo sterzata: | Diametro minimo sterzata: |
| Interasse: 3177 mm | Interasse: 3177 mm | Carreggiate: anteriore 1374 - posteriore 1396 mm | Carreggiate: anteriore 1374 - posteriore 1396 mm | Altezza minima da terra: 200 mm | Altezza minima da terra: 200 mm |
| Posti totali: sino a 7 | Posti totali: sino a 7 | Bagagliaio: | Bagagliaio: | Serbatoio: posteriore; capacità 60 litri | Serbatoio: posteriore; capacità 60 litri |
| Masse | a vuoto: la berlina 1.250 kg, l'autotelaio 960 kg | a vuoto: la berlina 1.250 kg, l'autotelaio 960 kg | a vuoto: la berlina 1.250 kg, l'autotelaio 960 kg | a vuoto: la berlina 1.250 kg, l'autotelaio 960 kg | a vuoto: la berlina 1.250 kg, l'autotelaio 960 kg |
| Meccanica | | | | | |
| Tipo motore: tipo 85; 8 cilindri a V (19°), monoblocco; testa in due pezzi, con una parte inferiore (in ghisa) contenente le valvole e una parte superiore (in alluminio) con i bilancieri e il relativo alberino (l'albero a camme, centrale, ruota tra le due testate); albero a gomiti su 5 supporti; bielle in acciaio speciale (stampate) con cuscinetto antifrizione colato direttamente nella testa di biella; pistoni in lega d'alluminio; blocco cilindri in ghisa. Rapporto di compressione: 5,35:1. Raffreddamento ad acqua, a circolazione forzata con pompa: persiana regolatrice della temperatura comandata da termostato; capacità circuito (radiatore e motore) 21,00 litri; il raffreddamento del motore è assicurato anche da un ventilatore ausiliario, comandato da cinghia | Tipo motore: tipo 85; 8 cilindri a V (19°), monoblocco; testa in due pezzi, con una parte inferiore (in ghisa) contenente le valvole e una parte superiore (in alluminio) con i bilancieri e il relativo alberino (l'albero a camme, centrale, ruota tra le due testate); albero a gomiti su 5 supporti; bielle in acciaio speciale (stampate) con cuscinetto antifrizione colato direttamente nella testa di biella; pistoni in lega d'alluminio; blocco cilindri in ghisa. Rapporto di compressione: 5,35:1. Raffreddamento ad acqua, a circolazione forzata con pompa: persiana regolatrice della temperatura comandata da termostato; capacità circuito (radiatore e motore) 21,00 litri; il raffreddamento del motore è assicurato anche da un ventilatore ausiliario, comandato da cinghia | Tipo motore: tipo 85; 8 cilindri a V (19°), monoblocco; testa in due pezzi, con una parte inferiore (in ghisa) contenente le valvole e una parte superiore (in alluminio) con i bilancieri e il relativo alberino (l'albero a camme, centrale, ruota tra le due testate); albero a gomiti su 5 supporti; bielle in acciaio speciale (stampate) con cuscinetto antifrizione colato direttamente nella testa di biella; pistoni in lega d'alluminio; blocco cilindri in ghisa. Rapporto di compressione: 5,35:1. Raffreddamento ad acqua, a circolazione forzata con pompa: persiana regolatrice della temperatura comandata da termostato; capacità circuito (radiatore e motore) 21,00 litri; il raffreddamento del motore è assicurato anche da un ventilatore ausiliario, comandato da cinghia | Cilindrata: (alesaggio mm 69,85 – corsa mm 85,00) totale 2605,75 cm³ | Cilindrata: (alesaggio mm 69,85 – corsa mm 85,00) totale 2605,75 cm³ | Cilindrata: (alesaggio mm 69,85 – corsa mm 85,00) totale 2605,75 cm³ |
| Distribuzione: valvole in testa, verticali comandate da bilancieri a pattino; albero a camme in testa, centrale, comandato da una catena “silenziosa” a rulli, a doppia flessione (un pignone esterno, a perno oscillante, la rende sempre tesa) | Distribuzione: valvole in testa, verticali comandate da bilancieri a pattino; albero a camme in testa, centrale, comandato da una catena “silenziosa” a rulli, a doppia flessione (un pignone esterno, a perno oscillante, la rende sempre tesa) | Distribuzione: valvole in testa, verticali comandate da bilancieri a pattino; albero a camme in testa, centrale, comandato da una catena “silenziosa” a rulli, a doppia flessione (un pignone esterno, a perno oscillante, la rende sempre tesa) | Alimentazione: con pompa elettrica “Autopulse” (pompa “a polmone”); carburatore Zenith 30 DVT invertito, doppiocorpo, con pompetta d'accelerazione | Alimentazione: con pompa elettrica “Autopulse” (pompa “a polmone”); carburatore Zenith 30 DVT invertito, doppiocorpo, con pompetta d'accelerazione | Alimentazione: con pompa elettrica “Autopulse” (pompa “a polmone”); carburatore Zenith 30 DVT invertito, doppiocorpo, con pompetta d'accelerazione |
| Prestazioni motore | Potenza: 72 HP a 4000 giri/minuto | Potenza: 72 HP a 4000 giri/minuto | Potenza: 72 HP a 4000 giri/minuto | Potenza: 72 HP a 4000 giri/minuto | Potenza: 72 HP a 4000 giri/minuto |
| Accensione: a spinterogeno Bosch (anticipo 15°, anticipo automatico 25°); ordine d'accensione: 1-8-3-6-7-2-5-4; candele Bosch tipo W 145/33 | Accensione: a spinterogeno Bosch (anticipo 15°, anticipo automatico 25°); ordine d'accensione: 1-8-3-6-7-2-5-4; candele Bosch tipo W 145/33 | Accensione: a spinterogeno Bosch (anticipo 15°, anticipo automatico 25°); ordine d'accensione: 1-8-3-6-7-2-5-4; candele Bosch tipo W 145/33 | Impianto elettrico: a 12 volt, batteria da 50 Ah, dinamo Bosch | Impianto elettrico: a 12 volt, batteria da 50 Ah, dinamo Bosch | Impianto elettrico: a 12 volt, batteria da 50 Ah, dinamo Bosch |
| Frizione: monodisco a secco | Frizione: monodisco a secco | Frizione: monodisco a secco | Cambio: in blocco col motore, a 4 rapporti + retromarcia (III e IV sempre in presa, e “silenziose”) rapporti: I=3,485:1; II=2,185:1; III=1,422:1; IV=1:1; RM=4,870:1; comando cambio a leva centrale | Cambio: in blocco col motore, a 4 rapporti + retromarcia (III e IV sempre in presa, e “silenziose”) rapporti: I=3,485:1; II=2,185:1; III=1,422:1; IV=1:1; RM=4,870:1; comando cambio a leva centrale | Cambio: in blocco col motore, a 4 rapporti + retromarcia (III e IV sempre in presa, e “silenziose”) rapporti: I=3,485:1; II=2,185:1; III=1,422:1; IV=1:1; RM=4,870:1; comando cambio a leva centrale |
| Telaio | | | | | |
| Corpo vettura | telaio con struttura di base in due sezioni verticali scatolate, un rinforzo a “X”, e longheroni leggermente convergenti anteriormente: due tubi tondi longitudinali, che si dipartono da una traversa di rinforzo, si integrano poi con le estremità dei longheroni | telaio con struttura di base in due sezioni verticali scatolate, un rinforzo a “X”, e longheroni leggermente convergenti anteriormente: due tubi tondi longitudinali, che si dipartono da una traversa di rinforzo, si integrano poi con le estremità dei longheroni | telaio con struttura di base in due sezioni verticali scatolate, un rinforzo a “X”, e longheroni leggermente convergenti anteriormente: due tubi tondi longitudinali, che si dipartono da una traversa di rinforzo, si integrano poi con le estremità dei longheroni                                    | telaio con struttura di base in due sezioni verticali scatolate, un rinforzo a “X”, e longheroni leggermente convergenti anteriormente: due tubi tondi longitudinali, che si dipartono da una traversa di rinforzo, si integrano poi con le estremità dei longheroni                                    | telaio con struttura di base in due sezioni verticali scatolate, un rinforzo a “X”, e longheroni leggermente convergenti anteriormente: due tubi tondi longitudinali, che si dipartono da una traversa di rinforzo, si integrano poi con le estremità dei longheroni                                    |
| Sterzo | a vite senza fine e ruota elicoidale; guida a destra | a vite senza fine e ruota elicoidale; guida a destra | a vite senza fine e ruota elicoidale; guida a destra | a vite senza fine e ruota elicoidale; guida a destra | a vite senza fine e ruota elicoidale; guida a destra |
| Sospensioni | anteriori: a ruote indipendenti del tipo a cannocchiale (sistema Lancia) con ammortizzatori idraulici telescopici / posteriori: ad assale rigido, con balestre longitudinali e ammortizzatori meccanici a frizione (Siata) | anteriori: a ruote indipendenti del tipo a cannocchiale (sistema Lancia) con ammortizzatori idraulici telescopici / posteriori: ad assale rigido, con balestre longitudinali e ammortizzatori meccanici a frizione (Siata) | anteriori: a ruote indipendenti del tipo a cannocchiale (sistema Lancia) con ammortizzatori idraulici telescopici / posteriori: ad assale rigido, con balestre longitudinali e ammortizzatori meccanici a frizione (Siata)                                                                              | anteriori: a ruote indipendenti del tipo a cannocchiale (sistema Lancia) con ammortizzatori idraulici telescopici / posteriori: ad assale rigido, con balestre longitudinali e ammortizzatori meccanici a frizione (Siata)                                                                              | anteriori: a ruote indipendenti del tipo a cannocchiale (sistema Lancia) con ammortizzatori idraulici telescopici / posteriori: ad assale rigido, con balestre longitudinali e ammortizzatori meccanici a frizione (Siata)                                                                              |
| Freni | anteriori: a tamburo / posteriori: a tamburo, freno meccanico a pedale agente sulle 4 ruote, con ganasce ad espansione (corsa del pedale regolabile piuttosto agevolmente); freno a mano agente sui tamburi delle ruote posteriori | anteriori: a tamburo / posteriori: a tamburo, freno meccanico a pedale agente sulle 4 ruote, con ganasce ad espansione (corsa del pedale regolabile piuttosto agevolmente); freno a mano agente sui tamburi delle ruote posteriori | anteriori: a tamburo / posteriori: a tamburo, freno meccanico a pedale agente sulle 4 ruote, con ganasce ad espansione (corsa del pedale regolabile piuttosto agevolmente); freno a mano agente sui tamburi delle ruote posteriori                                                                      | anteriori: a tamburo / posteriori: a tamburo, freno meccanico a pedale agente sulle 4 ruote, con ganasce ad espansione (corsa del pedale regolabile piuttosto agevolmente); freno a mano agente sui tamburi delle ruote posteriori                                                                      | anteriori: a tamburo / posteriori: a tamburo, freno meccanico a pedale agente sulle 4 ruote, con ganasce ad espansione (corsa del pedale regolabile piuttosto agevolmente); freno a mano agente sui tamburi delle ruote posteriori                                                                      |
| Pneumatici | misure 15×45; pressioni gonfiaggio 2,50 kg/cm2 anteriormente e 2,75 posteriormente / Cerchi: a raggi Michelin "mezzo canale" 14×45 | misure 15×45; pressioni gonfiaggio 2,50 kg/cm2 anteriormente e 2,75 posteriormente / Cerchi: a raggi Michelin "mezzo canale" 14×45 | misure 15×45; pressioni gonfiaggio 2,50 kg/cm2 anteriormente e 2,75 posteriormente / Cerchi: a raggi Michelin "mezzo canale" 14×45 | misure 15×45; pressioni gonfiaggio 2,50 kg/cm2 anteriormente e 2,75 posteriormente / Cerchi: a raggi Michelin "mezzo canale" 14×45 | misure 15×45; pressioni gonfiaggio 2,50 kg/cm2 anteriormente e 2,75 posteriormente / Cerchi: a raggi Michelin "mezzo canale" 14×45 |
| Prestazioni dichiarate | | | | | |
| Velocità: 125 km/h; velocità massime nelle varie marce: I=36, II=57, III=88 km/h | Velocità: 125 km/h; velocità massime nelle varie marce: I=36, II=57, III=88 km/h | Velocità: 125 km/h; velocità massime nelle varie marce: I=36, II=57, III=88 km/h | Accelerazione: | Accelerazione: | Accelerazione: |
| Consumi | medio, compreso tra 15 e 16 litri ogni 100 km | medio, compreso tra 15 e 16 litri ogni 100 km | medio, compreso tra 15 e 16 litri ogni 100 km | medio, compreso tra 15 e 16 litri ogni 100 km | medio, compreso tra 15 e 16 litri ogni 100 km |
| Altro | | | | | |
| Lubrificazione | forzata, con pompa a ingranaggi e filtro autopulente a lamelle (gli elementi filtranti si puliscono automaticamente a ogni messa in moto); coppa dell'olio in alluminio; capacità del circuito (coppa motore) litri 6,50 | forzata, con pompa a ingranaggi e filtro autopulente a lamelle (gli elementi filtranti si puliscono automaticamente a ogni messa in moto); coppa dell'olio in alluminio; capacità del circuito (coppa motore) litri 6,50 | forzata, con pompa a ingranaggi e filtro autopulente a lamelle (gli elementi filtranti si puliscono automaticamente a ogni messa in moto); coppa dell'olio in alluminio; capacità del circuito (coppa motore) litri 6,50                                                                                | forzata, con pompa a ingranaggi e filtro autopulente a lamelle (gli elementi filtranti si puliscono automaticamente a ogni messa in moto); coppa dell'olio in alluminio; capacità del circuito (coppa motore) litri 6,50                                                                                | forzata, con pompa a ingranaggi e filtro autopulente a lamelle (gli elementi filtranti si puliscono automaticamente a ogni messa in moto); coppa dell'olio in alluminio; capacità del circuito (coppa motore) litri 6,50                                                                                |
| Trasmissione | albero di trasmissione in due parti, con supporto centrale (i tre giunti sono cardanici, a rulli); l'estremità posteriore dell'albero di trasmissione è scorrevole nel pignone del gruppo conico del differenziale. Rapporto al ponte: rapporto finale di riduzione, con coppia ipoide: 11/50 (4,545:1) | albero di trasmissione in due parti, con supporto centrale (i tre giunti sono cardanici, a rulli); l'estremità posteriore dell'albero di trasmissione è scorrevole nel pignone del gruppo conico del differenziale. Rapporto al ponte: rapporto finale di riduzione, con coppia ipoide: 11/50 (4,545:1) | albero di trasmissione in due parti, con supporto centrale (i tre giunti sono cardanici, a rulli); l'estremità posteriore dell'albero di trasmissione è scorrevole nel pignone del gruppo conico del differenziale. Rapporto al ponte: rapporto finale di riduzione, con coppia ipoide: 11/50 (4,545:1) | albero di trasmissione in due parti, con supporto centrale (i tre giunti sono cardanici, a rulli); l'estremità posteriore dell'albero di trasmissione è scorrevole nel pignone del gruppo conico del differenziale. Rapporto al ponte: rapporto finale di riduzione, con coppia ipoide: 11/50 (4,545:1) | albero di trasmissione in due parti, con supporto centrale (i tre giunti sono cardanici, a rulli); l'estremità posteriore dell'albero di trasmissione è scorrevole nel pignone del gruppo conico del differenziale. Rapporto al ponte: rapporto finale di riduzione, con coppia ipoide: 11/50 (4,545:1) |

### Terza serie
Periodo di produzione: dall'autunno del 1933 al gennaio del 1937

L'Astura berlina 4 porte-6 luci su telaio a passo lungo.

Nell'autunno del 1933, nasce la terza serie Astura. Parecchie le novità: a parte l'autotelaio, che viene ora offerto in due versioni, passo lungo (tipo 233 L) e corto (233 C), anche il motore (il cui angolo di apertura della “V” passa da 19° a 17°30') subisce variazioni di cilindrata (da 2606 a 2973 cm³) e potenza (da 72 a 82 HP). Altre importanti modifiche riguardano l'impianto frenante, che viene munito di servofreno Dewandre, l'aumento del 30% della capacità del serbatoio carburante (da 60 a 78 litri).  Poi dal 1936 viene installato l'impianto dei freni idraulico. Dal punto di vista estetico troviamo un nuovo schermo del radiatore, inclinato, leggermente a punta e con la parte inferiore rastremata. Nuovi anche i parafanghi anteriori. Caratteristico il nuovo portaruota posteriore mobile che consente di ospitare – tra l'estremità posteriore della carrozzeria e la ruota di scorta – un baule: in assenza del baule, la ruota di scorta assume una posizione inclinata, mentre in presenza del baule la ruota diventa verticale.
Le numerazioni progressive erano per la 233 L da 1251 a 1550 e da 1851 a 2458; per la 233 C da 1551 a 1850 e da 2501 a 2528 (o più probabilmente a 2535). La numerazioni dei telai, per la 233 L, da 33-2501 a 33-3408, per la 233 C, da 33-5001 a 33-5327 (o più probabilmente 33-5335).
La potenza fiscale in Italia saliva a 33 CV e pagava un bollo di circolazione (nel 1936) di Lire 1.200 annue.
Il prezzo di vendita in Italia nel 1936 era: autotelaio, sia "lungo " (mod. 233L) sia "corto" (mod. 233C) Lire 38.150 (optional: portaruote combinato con portabagaglio ribaltabile Lire 300); berlina 6 luci, su telaio 233L, Lire 49.350 (optionals: a) tappezzeria in pelle Lire 1.800 (Lire 900 se limitata ai soli posti anteriori)- b) parete divisoria interna abitacolo Lire 1.200 - c) baule e relative valigie Lire 750).
Questa terza serie (1.243 "pezzi" di cui 908 del tipo 233 L e 335 del tipo 233 C) termina nei primi giorni del 1937, sostituita dalla serie successiva, la quarta (e ultima).
| Caratteristiche tecniche - Lancia Astura terza serie- autotelaio e berlina tipo 233 L passo lungo (233 C passo corto) | Caratteristiche tecniche - Lancia Astura terza serie- autotelaio e berlina tipo 233 L passo lungo (233 C passo corto) | Caratteristiche tecniche - Lancia Astura terza serie- autotelaio e berlina tipo 233 L passo lungo (233 C passo corto) | Caratteristiche tecniche - Lancia Astura terza serie- autotelaio e berlina tipo 233 L passo lungo (233 C passo corto) | Caratteristiche tecniche - Lancia Astura terza serie- autotelaio e berlina tipo 233 L passo lungo (233 C passo corto) | Caratteristiche tecniche - Lancia Astura terza serie- autotelaio e berlina tipo 233 L passo lungo (233 C passo corto) |
| --- | --- | --- | --- | --- | --- |
| | | | | | |
| Configurazione | | | | | |
| Carrozzeria: autotelaio | Carrozzeria: autotelaio | Posizione motore: anteriore longitudinale | Posizione motore: anteriore longitudinale | Trazione: posteriore | Trazione: posteriore |
| Dimensioni e pesi | | | | | |
| Ingombri (lungh.×largh.×alt. in mm): 4750 (4520) × 1642 × ? | Ingombri (lungh.×largh.×alt. in mm): 4750 (4520) × 1642 × ? | Ingombri (lungh.×largh.×alt. in mm): 4750 (4520) × 1642 × ? | Ingombri (lungh.×largh.×alt. in mm): 4750 (4520) × 1642 × ? | Diametro minimo sterzata: | Diametro minimo sterzata: |
| Interasse: 3332 (3100) mm | Interasse: 3332 (3100) mm | Carreggiate: anteriore 1374 - posteriore 1400 mm | Carreggiate: anteriore 1374 - posteriore 1400 mm | Altezza minima da terra: 185 mm | Altezza minima da terra: 185 mm |
| Posti totali: sino a 7 | Posti totali: sino a 7 | Bagagliaio: | Bagagliaio: | Serbatoio: posteriore; capacità 78 litri | Serbatoio: posteriore; capacità 78 litri |
| Masse | a vuoto: 1000 (960) kg | a vuoto: 1000 (960) kg | a vuoto: 1000 (960) kg | a vuoto: 1000 (960) kg | a vuoto: 1000 (960) kg |
| Meccanica | | | | | |
| Tipo motore: tipo 91 8 cilindri a V (17° 30'); monoblocco; testa in due pezzi, con una parte inferiore (in ghisa) contenente le valvole e una parte superiore (in alluminio) con i bilancieri e il relativo alberino (l'albero a camme, centrale, ruota tra le due testate); albero a gomiti su 5 supporti; bielle in acciaio speciale (stampate) con cuscinetto antifrizione colato direttamente nella testa di biella; pistoni in lega d'alluminio; blocco cilindri in ghisa. Rapporto di compressione: 5,75:1. Raffreddamento ad acqua, a circolazione forzata con pompa: persiana regolatrice della temperatura comandata da termostato; capacità circuito (radiatore e motore) 16,50 litri; il raffreddamento del motore è assicurato anche da un ventilatore ausiliario, comandato da cinghia | Tipo motore: tipo 91 8 cilindri a V (17° 30'); monoblocco; testa in due pezzi, con una parte inferiore (in ghisa) contenente le valvole e una parte superiore (in alluminio) con i bilancieri e il relativo alberino (l'albero a camme, centrale, ruota tra le due testate); albero a gomiti su 5 supporti; bielle in acciaio speciale (stampate) con cuscinetto antifrizione colato direttamente nella testa di biella; pistoni in lega d'alluminio; blocco cilindri in ghisa. Rapporto di compressione: 5,75:1. Raffreddamento ad acqua, a circolazione forzata con pompa: persiana regolatrice della temperatura comandata da termostato; capacità circuito (radiatore e motore) 16,50 litri; il raffreddamento del motore è assicurato anche da un ventilatore ausiliario, comandato da cinghia | Tipo motore: tipo 91 8 cilindri a V (17° 30'); monoblocco; testa in due pezzi, con una parte inferiore (in ghisa) contenente le valvole e una parte superiore (in alluminio) con i bilancieri e il relativo alberino (l'albero a camme, centrale, ruota tra le due testate); albero a gomiti su 5 supporti; bielle in acciaio speciale (stampate) con cuscinetto antifrizione colato direttamente nella testa di biella; pistoni in lega d'alluminio; blocco cilindri in ghisa. Rapporto di compressione: 5,75:1. Raffreddamento ad acqua, a circolazione forzata con pompa: persiana regolatrice della temperatura comandata da termostato; capacità circuito (radiatore e motore) 16,50 litri; il raffreddamento del motore è assicurato anche da un ventilatore ausiliario, comandato da cinghia | Cilindrata: (alesaggio mm 74,61 – corsa mm 85,00) 2972,99 cm³ | Cilindrata: (alesaggio mm 74,61 – corsa mm 85,00) 2972,99 cm³ | Cilindrata: (alesaggio mm 74,61 – corsa mm 85,00) 2972,99 cm³ |
| Distribuzione: valvole in testa, verticali comandate da bilancieri a pattino; albero a camme in testa, centrale, comandato da una catena “silenziosa” a rulli, a doppia flessione (un pignone esterno, a perno oscillante, la rende sempre tesa) | Distribuzione: valvole in testa, verticali comandate da bilancieri a pattino; albero a camme in testa, centrale, comandato da una catena “silenziosa” a rulli, a doppia flessione (un pignone esterno, a perno oscillante, la rende sempre tesa) | Distribuzione: valvole in testa, verticali comandate da bilancieri a pattino; albero a camme in testa, centrale, comandato da una catena “silenziosa” a rulli, a doppia flessione (un pignone esterno, a perno oscillante, la rende sempre tesa) | Alimentazione: con pompa elettrica “Autopulse” (pompa “a polmone”); carburatore Zenith 30 DVI invertito, doppiocorpo, con pompetta d'accelerazione | Alimentazione: con pompa elettrica “Autopulse” (pompa “a polmone”); carburatore Zenith 30 DVI invertito, doppiocorpo, con pompetta d'accelerazione | Alimentazione: con pompa elettrica “Autopulse” (pompa “a polmone”); carburatore Zenith 30 DVI invertito, doppiocorpo, con pompetta d'accelerazione |
| Prestazioni motore | Potenza: 82 HP a 4000 giri/minuto | Potenza: 82 HP a 4000 giri/minuto | Potenza: 82 HP a 4000 giri/minuto | Potenza: 82 HP a 4000 giri/minuto | Potenza: 82 HP a 4000 giri/minuto |
| Accensione: a spinterogeno Bosch (anticipo 15°, anticipo automatico 25°); ordine d'accensione: 1-8-3-6-7-2-5-4; candele Bosch tipo W 185/33 | Accensione: a spinterogeno Bosch (anticipo 15°, anticipo automatico 25°); ordine d'accensione: 1-8-3-6-7-2-5-4; candele Bosch tipo W 185/33 | Accensione: a spinterogeno Bosch (anticipo 15°, anticipo automatico 25°); ordine d'accensione: 1-8-3-6-7-2-5-4; candele Bosch tipo W 185/33 | Impianto elettrico: a 12 volt, batteria da 50 Ah, dinamo Bosch | Impianto elettrico: a 12 volt, batteria da 50 Ah, dinamo Bosch | Impianto elettrico: a 12 volt, batteria da 50 Ah, dinamo Bosch |
| Frizione: monodisco a secco | Frizione: monodisco a secco | Frizione: monodisco a secco | Cambio: cambio in blocco col motore, a 4 rapporti + retromarcia (III e IV sempre in presa, e “silenziose”) rapporti: I=3,485:1; II=2,185:1; III=1,422:1; IV=1:1; RM=4,870:1; comando cambio a leva centrale. | Cambio: cambio in blocco col motore, a 4 rapporti + retromarcia (III e IV sempre in presa, e “silenziose”) rapporti: I=3,485:1; II=2,185:1; III=1,422:1; IV=1:1; RM=4,870:1; comando cambio a leva centrale. | Cambio: cambio in blocco col motore, a 4 rapporti + retromarcia (III e IV sempre in presa, e “silenziose”) rapporti: I=3,485:1; II=2,185:1; III=1,422:1; IV=1:1; RM=4,870:1; comando cambio a leva centrale. |
| Telaio | | | | | |
| Corpo vettura | telaio con struttura di base in due sezioni verticali scatolate, un rinforzo a “X”, e longheroni leggermente convergenti anteriormente: due tubi tondi longitudinali, che si dipartono da una traversa di rinforzo, si integrano poi con le estremità dei longheroni | telaio con struttura di base in due sezioni verticali scatolate, un rinforzo a “X”, e longheroni leggermente convergenti anteriormente: due tubi tondi longitudinali, che si dipartono da una traversa di rinforzo, si integrano poi con le estremità dei longheroni | telaio con struttura di base in due sezioni verticali scatolate, un rinforzo a “X”, e longheroni leggermente convergenti anteriormente: due tubi tondi longitudinali, che si dipartono da una traversa di rinforzo, si integrano poi con le estremità dei longheroni | telaio con struttura di base in due sezioni verticali scatolate, un rinforzo a “X”, e longheroni leggermente convergenti anteriormente: due tubi tondi longitudinali, che si dipartono da una traversa di rinforzo, si integrano poi con le estremità dei longheroni | telaio con struttura di base in due sezioni verticali scatolate, un rinforzo a “X”, e longheroni leggermente convergenti anteriormente: due tubi tondi longitudinali, che si dipartono da una traversa di rinforzo, si integrano poi con le estremità dei longheroni |
| Sterzo | a settore e ruota elicoidale; guida a destra | a settore e ruota elicoidale; guida a destra | a settore e ruota elicoidale; guida a destra | a settore e ruota elicoidale; guida a destra | a settore e ruota elicoidale; guida a destra |
| Sospensioni | anteriori: a ruote indipendenti del tipo a cannocchiale (sistema Lancia) con ammortizzatori idraulici telescopici / posteriori: ad assale rigido, con balestre longitudinali (attacchi montati su silentbloc) e ammortizzatori meccanici a frizione (Siata) | anteriori: a ruote indipendenti del tipo a cannocchiale (sistema Lancia) con ammortizzatori idraulici telescopici / posteriori: ad assale rigido, con balestre longitudinali (attacchi montati su silentbloc) e ammortizzatori meccanici a frizione (Siata) | anteriori: a ruote indipendenti del tipo a cannocchiale (sistema Lancia) con ammortizzatori idraulici telescopici / posteriori: ad assale rigido, con balestre longitudinali (attacchi montati su silentbloc) e ammortizzatori meccanici a frizione (Siata) | anteriori: a ruote indipendenti del tipo a cannocchiale (sistema Lancia) con ammortizzatori idraulici telescopici / posteriori: ad assale rigido, con balestre longitudinali (attacchi montati su silentbloc) e ammortizzatori meccanici a frizione (Siata) | anteriori: a ruote indipendenti del tipo a cannocchiale (sistema Lancia) con ammortizzatori idraulici telescopici / posteriori: ad assale rigido, con balestre longitudinali (attacchi montati su silentbloc) e ammortizzatori meccanici a frizione (Siata) |
| Freni | anteriori: a tamburo / posteriori: a tamburo, freno meccanico a pedale agente sulle 4 ruote, con ganasce a espansione (corsa del pedale regolabile piuttosto agevolmente); dal 1936 a tamburo, freno idraulico a pedale agente sulle 4 ruote, con ganasce a espansione (corsa del pedale regolabile piuttosto agevolmente); freno a mano meccanico agente sui tamburi delle ruote posteriori | anteriori: a tamburo / posteriori: a tamburo, freno meccanico a pedale agente sulle 4 ruote, con ganasce a espansione (corsa del pedale regolabile piuttosto agevolmente); dal 1936 a tamburo, freno idraulico a pedale agente sulle 4 ruote, con ganasce a espansione (corsa del pedale regolabile piuttosto agevolmente); freno a mano meccanico agente sui tamburi delle ruote posteriori | anteriori: a tamburo / posteriori: a tamburo, freno meccanico a pedale agente sulle 4 ruote, con ganasce a espansione (corsa del pedale regolabile piuttosto agevolmente); dal 1936 a tamburo, freno idraulico a pedale agente sulle 4 ruote, con ganasce a espansione (corsa del pedale regolabile piuttosto agevolmente); freno a mano meccanico agente sui tamburi delle ruote posteriori | anteriori: a tamburo / posteriori: a tamburo, freno meccanico a pedale agente sulle 4 ruote, con ganasce a espansione (corsa del pedale regolabile piuttosto agevolmente); dal 1936 a tamburo, freno idraulico a pedale agente sulle 4 ruote, con ganasce a espansione (corsa del pedale regolabile piuttosto agevolmente); freno a mano meccanico agente sui tamburi delle ruote posteriori | anteriori: a tamburo / posteriori: a tamburo, freno meccanico a pedale agente sulle 4 ruote, con ganasce a espansione (corsa del pedale regolabile piuttosto agevolmente); dal 1936 a tamburo, freno idraulico a pedale agente sulle 4 ruote, con ganasce a espansione (corsa del pedale regolabile piuttosto agevolmente); freno a mano meccanico agente sui tamburi delle ruote posteriori |
| Pneumatici | misure 15×45; pressioni gonfiaggio 2,50 kg/cm2 anteriormente e 2,75 posteriormente / Cerchi: a raggi Michelin "mezzo canale" 14×45 | misure 15×45; pressioni gonfiaggio 2,50 kg/cm2 anteriormente e 2,75 posteriormente / Cerchi: a raggi Michelin "mezzo canale" 14×45 | misure 15×45; pressioni gonfiaggio 2,50 kg/cm2 anteriormente e 2,75 posteriormente / Cerchi: a raggi Michelin "mezzo canale" 14×45 | misure 15×45; pressioni gonfiaggio 2,50 kg/cm2 anteriormente e 2,75 posteriormente / Cerchi: a raggi Michelin "mezzo canale" 14×45 | misure 15×45; pressioni gonfiaggio 2,50 kg/cm2 anteriormente e 2,75 posteriormente / Cerchi: a raggi Michelin "mezzo canale" 14×45 |
| Prestazioni dichiarate | | | | | |
| Velocità: 130 km/h; velocità massime nelle varie marce: I=37, II=60, III=91 km/h | Velocità: 130 km/h; velocità massime nelle varie marce: I=37, II=60, III=91 km/h | Velocità: 130 km/h; velocità massime nelle varie marce: I=37, II=60, III=91 km/h | Accelerazione: | Accelerazione: | Accelerazione: |
| Consumi | medio, compreso tra 15 e 16 litri ogni 100 km | medio, compreso tra 15 e 16 litri ogni 100 km | medio, compreso tra 15 e 16 litri ogni 100 km | medio, compreso tra 15 e 16 litri ogni 100 km | medio, compreso tra 15 e 16 litri ogni 100 km |
| Altro | | | | | |
| Lubrificazione | forzata, con pompa a ingranaggi e filtro autopulente a lamelle (gli elementi filtranti si puliscono automaticamente a ogni messa in moto); coppa dell'olio in alluminio; capacità del circuito (coppa motore) 5,50 litri | forzata, con pompa a ingranaggi e filtro autopulente a lamelle (gli elementi filtranti si puliscono automaticamente a ogni messa in moto); coppa dell'olio in alluminio; capacità del circuito (coppa motore) 5,50 litri | forzata, con pompa a ingranaggi e filtro autopulente a lamelle (gli elementi filtranti si puliscono automaticamente a ogni messa in moto); coppa dell'olio in alluminio; capacità del circuito (coppa motore) 5,50 litri | forzata, con pompa a ingranaggi e filtro autopulente a lamelle (gli elementi filtranti si puliscono automaticamente a ogni messa in moto); coppa dell'olio in alluminio; capacità del circuito (coppa motore) 5,50 litri | forzata, con pompa a ingranaggi e filtro autopulente a lamelle (gli elementi filtranti si puliscono automaticamente a ogni messa in moto); coppa dell'olio in alluminio; capacità del circuito (coppa motore) 5,50 litri |
| Trasmissione | albero di trasmissione in due parti, con supporto centrale (i tre giunti sono cardanici, a rullini); l'estremità posteriore dell'albero di trasmissione è scorrevole nel pignone del gruppo conico del differenziale. | albero di trasmissione in due parti, con supporto centrale (i tre giunti sono cardanici, a rullini); l'estremità posteriore dell'albero di trasmissione è scorrevole nel pignone del gruppo conico del differenziale. | albero di trasmissione in due parti, con supporto centrale (i tre giunti sono cardanici, a rullini); l'estremità posteriore dell'albero di trasmissione è scorrevole nel pignone del gruppo conico del differenziale. | albero di trasmissione in due parti, con supporto centrale (i tre giunti sono cardanici, a rullini); l'estremità posteriore dell'albero di trasmissione è scorrevole nel pignone del gruppo conico del differenziale. | albero di trasmissione in due parti, con supporto centrale (i tre giunti sono cardanici, a rullini); l'estremità posteriore dell'albero di trasmissione è scorrevole nel pignone del gruppo conico del differenziale. |

### Quarta serie
Periodo di produzione: dal gennaio del 1937 alla fine del 1939.
Nel 1937, con l'avvento della quarta serie, cessa la disponibilità di autotelai Astura a passo corto. Quest'ultima serie si propone infatti con un'unica misura di passo, ulteriormente allungato sino a rasentare i tre metri e mezzo (347,5 cm per l'esattezza). Di fatto, questa ultima Astura prende il posto della Dilambda (ormai sparita dai listini) e il suo telaio viene spesso utilizzato per ospitare carrozzerie di tipo Ministeriale (Boneschi e Pininfarina gli autori di gran parte di queste carrozzerie, talvolta monumentali). La novità maggiore risiede nel telaio, che ora è del tipo a pianale abbassato, anche se variazioni di un certo rilievo si hanno anche all'impianto frenante (che ora è del tipo a comando idraulico anziché meccanico), alle sospensioni (con molle di maggior diametro anteriormente e balestre di maggiore lunghezza posteriormente). Cambiano le ruote, che ora sono in acciaio a razze del tipo “Fergat” e che possono avere la misura di 15×45 o di 16×45, mentre viene incrementata la capacità del circuito di raffreddamento (ora di 19 litri). Il peso dell'autotelaio aumenta di 50 kg rispetto alla precedente versione a passo lungo e ora è di 1.050 kg. La velocità massima dichiarata dalla casa scende quasi impercettibilmente (da 130 km/h a 128 km/h) e anche la capacità di superare forti pendenze si riduce sensibilmente (il valore massimo possibile, in prima marcia, scende e si attesta attorno ai 25°)
La numerazione progressiva va da 4 a 426, quella dei telai da 41-2905 a 41-3326, più 2 esemplari costruiti probabilmente nel 1942.
La quarta serie Astura verrà prodotta in 423 esemplari, fino allo scoppio del secondo conflitto mondiale.
| Caratteristiche tecniche - Lancia Astura quarta serie-tipo 241, autotelaio e berlina | Caratteristiche tecniche - Lancia Astura quarta serie-tipo 241, autotelaio e berlina | Caratteristiche tecniche - Lancia Astura quarta serie-tipo 241, autotelaio e berlina | Caratteristiche tecniche - Lancia Astura quarta serie-tipo 241, autotelaio e berlina | Caratteristiche tecniche - Lancia Astura quarta serie-tipo 241, autotelaio e berlina | Caratteristiche tecniche - Lancia Astura quarta serie-tipo 241, autotelaio e berlina |
| Configurazione | Configurazione | Configurazione | Configurazione | Configurazione | Configurazione |
| --- | --- | --- | --- | --- | --- |
| Carrozzeria: autotelaio | Carrozzeria: autotelaio | Posizione motore: anteriore longitudinale | Posizione motore: anteriore longitudinale | Trazione: posteriore | Trazione: posteriore |
| Dimensioni e pesi | | | | | |
| Ingombri (lungh.×largh.×alt. in mm): 4840 × 1620 × ? | Ingombri (lungh.×largh.×alt. in mm): 4840 × 1620 × ? | Ingombri (lungh.×largh.×alt. in mm): 4840 × 1620 × ? | Ingombri (lungh.×largh.×alt. in mm): 4840 × 1620 × ? | Diametro minimo sterzata: | Diametro minimo sterzata: |
| Interasse: 3475 mm | Interasse: 3475 mm | Carreggiate: anteriore 1400 - posteriore 1400 mm | Carreggiate: anteriore 1400 - posteriore 1400 mm | Altezza minima da terra: 185 mm | Altezza minima da terra: 185 mm |
| Posti totali: sino a 7 | Posti totali: sino a 7 | Bagagliaio: | Bagagliaio: | Serbatoio: posteriore; capacità 78 litri | Serbatoio: posteriore; capacità 78 litri |
| Masse | a vuoto: 1.050 kg | a vuoto: 1.050 kg | a vuoto: 1.050 kg | a vuoto: 1.050 kg | a vuoto: 1.050 kg |
| Meccanica | | | | | |
| Tipo motore: tipo 91; 8 cilindri a V (17° 30'), monoblocco; testa in due pezzi, con una parte inferiore (in ghisa) contenente le valvole e una parte superiore (in alluminio) con i bilancieri e il relativo alberino (l'albero a camme, centrale, ruota tra le due testate); albero a gomiti su 5 supporti; bielle in acciaio speciale (stampate) con cuscinetto antifrizione colato direttamente nella testa di biella; pistoni in lega d'alluminio; blocco cilindri in ghisa. Rapporto di compressione: 5,75:1. Raffreddamento ad acqua, a circolazione forzata con pompa: persiana regolatrice della temperatura comandata da termostato; capacità circuito (radiatore e motore) 19,00 litri; il raffreddamento del motore è assicurato anche da un ventilatore ausiliario, comandato da cinghia | Tipo motore: tipo 91; 8 cilindri a V (17° 30'), monoblocco; testa in due pezzi, con una parte inferiore (in ghisa) contenente le valvole e una parte superiore (in alluminio) con i bilancieri e il relativo alberino (l'albero a camme, centrale, ruota tra le due testate); albero a gomiti su 5 supporti; bielle in acciaio speciale (stampate) con cuscinetto antifrizione colato direttamente nella testa di biella; pistoni in lega d'alluminio; blocco cilindri in ghisa. Rapporto di compressione: 5,75:1. Raffreddamento ad acqua, a circolazione forzata con pompa: persiana regolatrice della temperatura comandata da termostato; capacità circuito (radiatore e motore) 19,00 litri; il raffreddamento del motore è assicurato anche da un ventilatore ausiliario, comandato da cinghia | Tipo motore: tipo 91; 8 cilindri a V (17° 30'), monoblocco; testa in due pezzi, con una parte inferiore (in ghisa) contenente le valvole e una parte superiore (in alluminio) con i bilancieri e il relativo alberino (l'albero a camme, centrale, ruota tra le due testate); albero a gomiti su 5 supporti; bielle in acciaio speciale (stampate) con cuscinetto antifrizione colato direttamente nella testa di biella; pistoni in lega d'alluminio; blocco cilindri in ghisa. Rapporto di compressione: 5,75:1. Raffreddamento ad acqua, a circolazione forzata con pompa: persiana regolatrice della temperatura comandata da termostato; capacità circuito (radiatore e motore) 19,00 litri; il raffreddamento del motore è assicurato anche da un ventilatore ausiliario, comandato da cinghia | Cilindrata: (alesaggio 74,61 mm – corsa 85,00 mm) 2972,99 cm³ | Cilindrata: (alesaggio 74,61 mm – corsa 85,00 mm) 2972,99 cm³ | Cilindrata: (alesaggio 74,61 mm – corsa 85,00 mm) 2972,99 cm³ |
| Distribuzione: valvole in testa, verticali comandate da bilancieri a pattino; albero a camme in testa, centrale, comandato da una catena “silenziosa” a rulli, a doppia flessione (un pignone esterno, a perno oscillante, la rende sempre tesa) | Distribuzione: valvole in testa, verticali comandate da bilancieri a pattino; albero a camme in testa, centrale, comandato da una catena “silenziosa” a rulli, a doppia flessione (un pignone esterno, a perno oscillante, la rende sempre tesa) | Distribuzione: valvole in testa, verticali comandate da bilancieri a pattino; albero a camme in testa, centrale, comandato da una catena “silenziosa” a rulli, a doppia flessione (un pignone esterno, a perno oscillante, la rende sempre tesa) | Alimentazione: con pompa elettrica “Secondo Mona” (pompa “a polmone”); carburatore Zenith 30 DVI invertito, doppiocorpo, con pompetta d'accelerazione | Alimentazione: con pompa elettrica “Secondo Mona” (pompa “a polmone”); carburatore Zenith 30 DVI invertito, doppiocorpo, con pompetta d'accelerazione | Alimentazione: con pompa elettrica “Secondo Mona” (pompa “a polmone”); carburatore Zenith 30 DVI invertito, doppiocorpo, con pompetta d'accelerazione |
| Prestazioni motore | Potenza: 82 HP a 4000 giri/minuto | Potenza: 82 HP a 4000 giri/minuto | Potenza: 82 HP a 4000 giri/minuto | Potenza: 82 HP a 4000 giri/minuto | Potenza: 82 HP a 4000 giri/minuto |
| Accensione: a spinterogeno Bosch (anticipo 15°, anticipo automatico 25°); ordine d'accensione: 1-8-3-6-7-2-5-4; candele Bosch tipo W 185/33 | Accensione: a spinterogeno Bosch (anticipo 15°, anticipo automatico 25°); ordine d'accensione: 1-8-3-6-7-2-5-4; candele Bosch tipo W 185/33 | Accensione: a spinterogeno Bosch (anticipo 15°, anticipo automatico 25°); ordine d'accensione: 1-8-3-6-7-2-5-4; candele Bosch tipo W 185/33 | Impianto elettrico: a 12 volt, batteria da 50 Ah, dinamo Bosch | Impianto elettrico: a 12 volt, batteria da 50 Ah, dinamo Bosch | Impianto elettrico: a 12 volt, batteria da 50 Ah, dinamo Bosch |
| Frizione: monodisco a secco | Frizione: monodisco a secco | Frizione: monodisco a secco | Cambio: in blocco col motore, a 4 rapporti + retromarcia (III e IV sempre in presa, e “silenziose”) rapporti: I=3,485:1; II=2,185:1; III=1,422:1; IV=1:1; RM=4,870:1; comando cambio a leva centrale.                                                                                                   | Cambio: in blocco col motore, a 4 rapporti + retromarcia (III e IV sempre in presa, e “silenziose”) rapporti: I=3,485:1; II=2,185:1; III=1,422:1; IV=1:1; RM=4,870:1; comando cambio a leva centrale.                                                                                                   | Cambio: in blocco col motore, a 4 rapporti + retromarcia (III e IV sempre in presa, e “silenziose”) rapporti: I=3,485:1; II=2,185:1; III=1,422:1; IV=1:1; RM=4,870:1; comando cambio a leva centrale.                                                                                                   |
| Telaio | | | | | |
| Corpo vettura | telaio/piattaforma in acciaio | telaio/piattaforma in acciaio | telaio/piattaforma in acciaio | telaio/piattaforma in acciaio | telaio/piattaforma in acciaio |
| Sterzo | a settore e ruota elicoidale; guida a destra | a settore e ruota elicoidale; guida a destra | a settore e ruota elicoidale; guida a destra | a settore e ruota elicoidale; guida a destra | a settore e ruota elicoidale; guida a destra |
| Sospensioni | anteriori: a ruote indipendenti del tipo a cannocchiale (sistema Lancia) con ammortizzatori idraulici telescopici / posteriori: ad assale rigido, con balestre longitudinali (attacchi montati su silentbloc) e ammortizzatori meccanici a frizione (Siata) | anteriori: a ruote indipendenti del tipo a cannocchiale (sistema Lancia) con ammortizzatori idraulici telescopici / posteriori: ad assale rigido, con balestre longitudinali (attacchi montati su silentbloc) e ammortizzatori meccanici a frizione (Siata) | anteriori: a ruote indipendenti del tipo a cannocchiale (sistema Lancia) con ammortizzatori idraulici telescopici / posteriori: ad assale rigido, con balestre longitudinali (attacchi montati su silentbloc) e ammortizzatori meccanici a frizione (Siata)                                             | anteriori: a ruote indipendenti del tipo a cannocchiale (sistema Lancia) con ammortizzatori idraulici telescopici / posteriori: ad assale rigido, con balestre longitudinali (attacchi montati su silentbloc) e ammortizzatori meccanici a frizione (Siata)                                             | anteriori: a ruote indipendenti del tipo a cannocchiale (sistema Lancia) con ammortizzatori idraulici telescopici / posteriori: ad assale rigido, con balestre longitudinali (attacchi montati su silentbloc) e ammortizzatori meccanici a frizione (Siata)                                             |
| Freni | anteriori: a tamburo / posteriori: a tamburo, freno idraulico a pedale agente sulle 4 ruote, con ganasce a espansione (corsa del pedale regolabile piuttosto agevolmente); freno a mano agente sui tamburi delle ruote posteriori | anteriori: a tamburo / posteriori: a tamburo, freno idraulico a pedale agente sulle 4 ruote, con ganasce a espansione (corsa del pedale regolabile piuttosto agevolmente); freno a mano agente sui tamburi delle ruote posteriori | anteriori: a tamburo / posteriori: a tamburo, freno idraulico a pedale agente sulle 4 ruote, con ganasce a espansione (corsa del pedale regolabile piuttosto agevolmente); freno a mano agente sui tamburi delle ruote posteriori                                                                       | anteriori: a tamburo / posteriori: a tamburo, freno idraulico a pedale agente sulle 4 ruote, con ganasce a espansione (corsa del pedale regolabile piuttosto agevolmente); freno a mano agente sui tamburi delle ruote posteriori                                                                       | anteriori: a tamburo / posteriori: a tamburo, freno idraulico a pedale agente sulle 4 ruote, con ganasce a espansione (corsa del pedale regolabile piuttosto agevolmente); freno a mano agente sui tamburi delle ruote posteriori                                                                       |
| Pneumatici | misure 15×45; pressioni gonfiaggio 2,50 kg/cm2 anteriormente e 2,75 posteriormente / Cerchi: a razze tipo Fergat, 15×45 (a richiesta 16×45) | misure 15×45; pressioni gonfiaggio 2,50 kg/cm2 anteriormente e 2,75 posteriormente / Cerchi: a razze tipo Fergat, 15×45 (a richiesta 16×45) | misure 15×45; pressioni gonfiaggio 2,50 kg/cm2 anteriormente e 2,75 posteriormente / Cerchi: a razze tipo Fergat, 15×45 (a richiesta 16×45) | misure 15×45; pressioni gonfiaggio 2,50 kg/cm2 anteriormente e 2,75 posteriormente / Cerchi: a razze tipo Fergat, 15×45 (a richiesta 16×45) | misure 15×45; pressioni gonfiaggio 2,50 kg/cm2 anteriormente e 2,75 posteriormente / Cerchi: a razze tipo Fergat, 15×45 (a richiesta 16×45) |
| Prestazioni dichiarate | | | | | |
| Velocità: 128 km/h; velocità massime (km/h) nelle varie marce: I=37, II=59, III=90 km/h | Velocità: 128 km/h; velocità massime (km/h) nelle varie marce: I=37, II=59, III=90 km/h | Velocità: 128 km/h; velocità massime (km/h) nelle varie marce: I=37, II=59, III=90 km/h | Accelerazione: | Accelerazione: | Accelerazione: |
| Consumi | medio, compreso tra 15 e 16 litri ogni 100 km | medio, compreso tra 15 e 16 litri ogni 100 km | medio, compreso tra 15 e 16 litri ogni 100 km | medio, compreso tra 15 e 16 litri ogni 100 km | medio, compreso tra 15 e 16 litri ogni 100 km |
| Altro | | | | | |
| Lubrificazione | forzata, con pompa a ingranaggi e filtro autopulente a lamelle (gli elementi filtranti si puliscono automaticamente a ogni messa in moto); coppa dell'olio in alluminio; capacità del circuito (coppa motore) 6,50 litri | forzata, con pompa a ingranaggi e filtro autopulente a lamelle (gli elementi filtranti si puliscono automaticamente a ogni messa in moto); coppa dell'olio in alluminio; capacità del circuito (coppa motore) 6,50 litri | forzata, con pompa a ingranaggi e filtro autopulente a lamelle (gli elementi filtranti si puliscono automaticamente a ogni messa in moto); coppa dell'olio in alluminio; capacità del circuito (coppa motore) 6,50 litri                                                                                | forzata, con pompa a ingranaggi e filtro autopulente a lamelle (gli elementi filtranti si puliscono automaticamente a ogni messa in moto); coppa dell'olio in alluminio; capacità del circuito (coppa motore) 6,50 litri                                                                                | forzata, con pompa a ingranaggi e filtro autopulente a lamelle (gli elementi filtranti si puliscono automaticamente a ogni messa in moto); coppa dell'olio in alluminio; capacità del circuito (coppa motore) 6,50 litri                                                                                |
| Trasmissione | albero di trasmissione in due parti, con supporto centrale (i tre giunti sono cardanici, a rullini); l'estremità posteriore dell'albero di trasmissione è scorrevole nel pignone del gruppo conico del differenziale. Rapporto finale di riduzione, con coppia ipoide (Gleason-Hypoid): 11/47 (4,273:1) | albero di trasmissione in due parti, con supporto centrale (i tre giunti sono cardanici, a rullini); l'estremità posteriore dell'albero di trasmissione è scorrevole nel pignone del gruppo conico del differenziale. Rapporto finale di riduzione, con coppia ipoide (Gleason-Hypoid): 11/47 (4,273:1) | albero di trasmissione in due parti, con supporto centrale (i tre giunti sono cardanici, a rullini); l'estremità posteriore dell'albero di trasmissione è scorrevole nel pignone del gruppo conico del differenziale. Rapporto finale di riduzione, con coppia ipoide (Gleason-Hypoid): 11/47 (4,273:1) | albero di trasmissione in due parti, con supporto centrale (i tre giunti sono cardanici, a rullini); l'estremità posteriore dell'albero di trasmissione è scorrevole nel pignone del gruppo conico del differenziale. Rapporto finale di riduzione, con coppia ipoide (Gleason-Hypoid): 11/47 (4,273:1) | albero di trasmissione in due parti, con supporto centrale (i tre giunti sono cardanici, a rullini); l'estremità posteriore dell'albero di trasmissione è scorrevole nel pignone del gruppo conico del differenziale. Rapporto finale di riduzione, con coppia ipoide (Gleason-Hypoid): 11/47 (4,273:1) |

## L'Astura e le corse

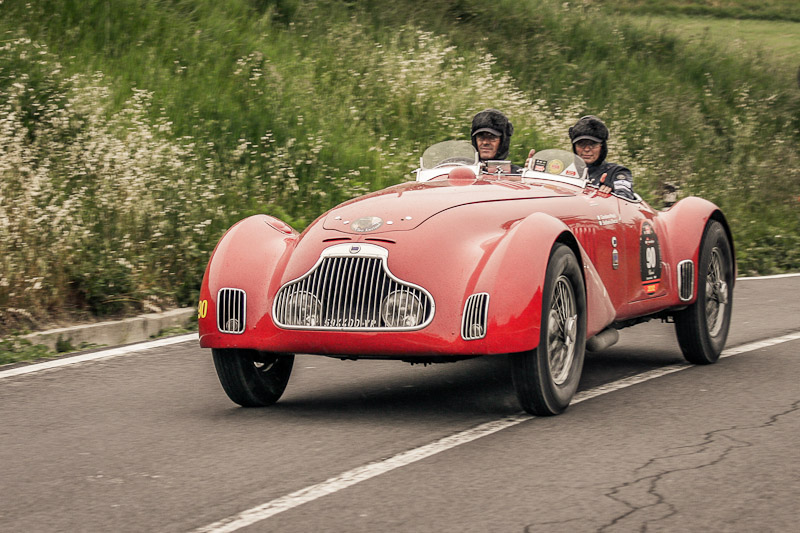
La "Astura Colli Spider" alla Mille Miglia 2012.

Alcune Astura si difendono con onore anche in corsa. Tra i risultati di maggiore rilievo, abbiamo il 10º posto assoluto (con vittoria nella classe oltre 2000 della categoria turismo) alla Mille Miglia dell'aprile 1934, con i piloti Carlo Pintacuda e Mario Nardilli: lo stesso equipaggio si aggiudicherà di lì a poco, a cavallo tra maggio e giugno, la vittoria assoluta nel 1º giro automobilistico d'Italia (definito anche, in omaggio al governo fascista, Coppa d'Oro del Littorio), una corsa massacrante in tre tappe e quasi 6000 chilometri di percorso, a oltre 86 chilometri orari di media, davanti a un'Alfa Romeo e all'altra Astura della coppia composta da Nino Farina (il futuro primo Campione del Mondo della storia della Formula 1, nel 1950) e da Ernesto Oneto.
L'8 luglio 1934, una squadra di 3 Astura scende in lizza alla "10 ore" di Spa (Belgio) e riesce a giungere compatta al termine della gara, occupando il 2º, 3º e 4º posto nella classe da 2001 a 3000 cm³ (alle spalle di una Bugatti) con gli equipaggi Pintacuda/Nardilli, Dickey/Garrey e Gouvion/Guerini.
Una più modesta vittoria di classe arriva nel 1938, alla corsa in salita Bolzano-Mendola, dove la classe oltre 1500 cm³ era appannaggio dell'Astura di Mario Chiays. Nel 1940 venne preparata, a cura della Carrozzeria Colli per la Scuderia Ambrosiana, una versione spider da utilizzare alla Mille Miglia pilotata da Gigi Villoresi, ma non poté essere utilizzata in quella corsa per un guasto meccanico prima della partenza.
Nell'immediato dopoguerra la stessa Astura carrozzata spider, equipaggiata con un inedito motore 8 cilindri a V da 3,5 litri impostato alla Lancia prima della guerra e poi non trasferito alla serie, viene impiegata in gara da Franco Cortese che ottiene due vittorie nel 1946 al Circuito di Modena e al Circuito di Luino.
Gli ultimi risultati positivi sono rappresentati dalla vittoria di classe e il secondo posto assoluto ottenuti da Manca nella corsa svoltasi a Sassari l'11 giugno 1950 lungo i 14,7 chilometri della salita che da Scala di Giocca conduce a Osilo: in quella gara, sia pur secondaria, il Manca è stato battuto soltanto da una Fiat 1100 "sport" e ha preceduto di 1"8/10 la migliore delle Aprilia, di 1 minuto la prima delle Fiat 1100 Turismo e di 1'17" la prima delle Fiat 1500. Anche la nuova Fiat 1400, qui alla sua prima apparizione in corsa, finisce alle spalle dell'Astura, staccata esattamente di 1'09” e 3/10

### Risultati dell'immediato dopoguerra
| 1945   | |                                           |                   |                              |                 |                     |               |                |              |
| Data   | Naz. | Nome della corsa                          | Tipo gara         | Risultato di classe          | Posiz. assoluta | Pilota o equipaggio | Percorso (km) | Tempo ottenuto | Media (km/h) |
| 16-dic | I | Coppa Mergellina                          | salita            | 1ª Classe oltre 1500 Turismo | N.D.            | Vittorio Giardiello | 2,600         | N.D.           | N.D.         |
| 16-dic | Note: prima corsa svoltasi in Italia nel secondo dopoguerra |                                           |                   |                              |                 |                     |               |                |              |
| 1946   | |                                           |                   |                              |                 |                     |               |                |              |
| Data   | Naz. | Nome della corsa                          | Tipo gara         | Risultato di classe          | Posiz. assoluta | Pilota o equipaggio | Percorso (km) | Tempo ottenuto | Media (km/h) |
| 30-giu | I | Circuito di Modena, VI corsa              | circuito          | ---                          | 1° ass.         | Franco Cortese      | 38,400        | 28'12”1/5      | 81,692       |
| 30-giu | Note:Corsa riservata alle vetture Sport della Classe oltre 1500 cm³ |                                           |                   |                              |                 |                     |               |                |              |
| 30-giu | I | Circuito di Modena, Corsa Finale          | circuito          | ---                          | 1° ass.         | Franco Cortese      | 48,000        | 38'32”3/5      | 74,721       |
| 30-giu | Note: Corsa riservata alle vetture Sport, ad “handicap” |                                           |                   |                              |                 |                     |               |                |              |
| 4-ago  | I | Circuito di Luino                         | circuito          | 1ª Classe oltre 1100 Sport   | 1° ass.         | Franco Cortese      | 49,500        | 35'36”1/5      | 83,419       |
| 4-ago  | Note: Corsa riservata alle vetture Sport |                                           |                   |                              |                 |                     |               |                |              |
| 15-set | I | Circuito della Superba                    | circuito stradale | 3ª Classe oltre 1500 Sport   | 6° ass.         | Giuseppe Borelli    | 69,300        | 40'08”2/5      | 103,587      |
| 15-set | Note: Corsa riservata alle vetture Sport |                                           |                   |                              |                 |                     |               |                |              |
| 1948   | |                                           |                   |                              |                 |                     |               |                |              |
| Data   | Naz. | Nome della corsa                          | Tipo gara         | Risultato di classe          | Posiz. assoluta | Pilota o equipaggio | Percorso (km) | Tempo ottenuto | Media (km/h) |
| --feb  | ETH | Circuito di Massaua                       | circuito stradale | ---                          | 1° ass          | Franciosi           | 76,800        | 57'50”4/5      | 79,658       |
| --feb  | Note: Corsa riservata alle vetture con cilindrata compresa fra 2001 e 3000 cm³ |                                           |                   |                              |                 |                     |               |                |              |
| 4-lug  | I | Trieste, Chilometro Lanciato              | km. lanciato      | 3ª Classe oltre 1500 Turismo | N.D.            | Magris              | 1,000         | N.D.           | N.D.         |
| --nov  | ETH | Corsa dell'Asmara                         | su strada         | 1ª Classe oltre 2000         | 3° ass.         | Strazza G.          | 10,800        | 9'13”1/5       | 70,281       |
| 1949   | |                                           |                   |                              |                 |                     |               |                |              |
| Data   | Naz. | Nome della corsa                          | Tipo gara         | Risultato di classe          | Posiz. assoluta | Pilota o equipaggio | Percorso (km) | Tempo ottenuto | Media (km/h) |
| --ott  | ETH | Corsa dell'Asmara                         | circuito stradale | 3ª Classe oltre 2000         | N.D.            | Cifalà              | N.D.          | N.D.           | N.D.         |
| 2-ott  | I | Quartu-Campuomu                           | salita            | ---                          | 1° ass.         | Manca               | 20,000        | 13'37”8/10     | 88,041       |
| 2-ott  | Note: Corsa per il Volante d'Argento, riservata alle vetture Turismo; Manca si aggiudica il “gruppo misto” (davanti a una Chevrolet e a una Opel) e ottiene la miglior prestazione della giornata, precedendo la più veloce delle Aprilia.                            |                                           |                   |                              |                 |                     |               |                |              |
| 1950   | |                                           |                   |                              |                 |                     |               |                |              |
| Data   | Naz. | Nome della corsa                          | Tipo gara         | Risultato di classe          | Posiz. assoluta | Pilota o equipaggio | Percorso (km) | Tempo ottenuto | Media (km/h) |
| 7-mag  | ETH | Circuito di Taululud (Massaua), III corsa | circuito stradale | ---                          | 2° ass.         | Franco Cifalà       | 76,800        | 56'09"         | 82,065       |
| 1-giu  | ETH | Circuito dell'Asmara                      | circuito stradale | 3ª Classe oltre 2000         | ---             | Franco Cifalà       | 114,600       | ---            | ---          |
| 11-giu | I | Scala di Giocca-Osilo                     | salita            | 1ª Classe oltre 1100 Sport   | 2° ass.         | Manca               | 14,700        | 12'04”6/10     | 73,033       |
| 11-giu | Note: Manca è stato battuto soltanto da una Fiat 1100 “sport” e ha preceduto di 1”8/10 la migliore delle Aprilia, di 1 minuto la prima delle Fiat 1100 Turismo e di 1'17” la prima delle Fiat 1500. Anche la nuova Fiat 1400 è staccata (esattamente di 1'09” e 3/10) |                                           |                   |                              |                 |                     |               |                |              |
| 1951   | |                                           |                   |                              |                 |                     |               |                |              |
| Data   | Naz. | Nome della corsa                          | Tipo gara         | Risultato di classe          | Posiz. assoluta | Pilota o equipaggio | Percorso (km) | Tempo ottenuto | Media (km/h) |
| 7-ott  | ETH | Schicchetti-Saladrò                       | salita            | ---                          | 17° ass.        | Franco Cifalà       | 5,000         | N.D.           | N.D.         |
| 16-ott | ETH | Piana d'Ala-Decameré                      | salita            | ---                          | 15° ass.        | Franco Cifalà       | 6,000         | 5'25"1/10      | 66,441       |